# Radiação adaptativa

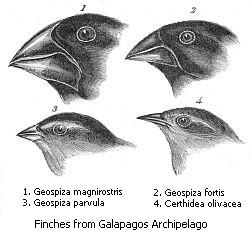
Quatro de 14 espécies encontradas nas Ilhas Galápagos, evoluiram através de uma irradiação adaptativa que diversificou o formato do seu bico para se adaptá-lo a fontes de alimento diferentes.

Charles Darwin em seu livro, A origem das Espécies (em inglês: The Origin of Species), tentou explicar como surgiu a diversidade das espécies, através de diversos processos biológicos, entre eles a Irradiação Adaptativa. Radiação adaptativa ou irradiação adaptativa é a denominação dada ao fenômeno evolutivo pelo qual se formam, em curto período de tempo, várias espécies a partir de uma mesma espécie ancestral no qual diversos grupos se separaram, ocupando simultaneamente vários nichos ecológicos livres, eventualmente dando origem a várias espécies diferentes.

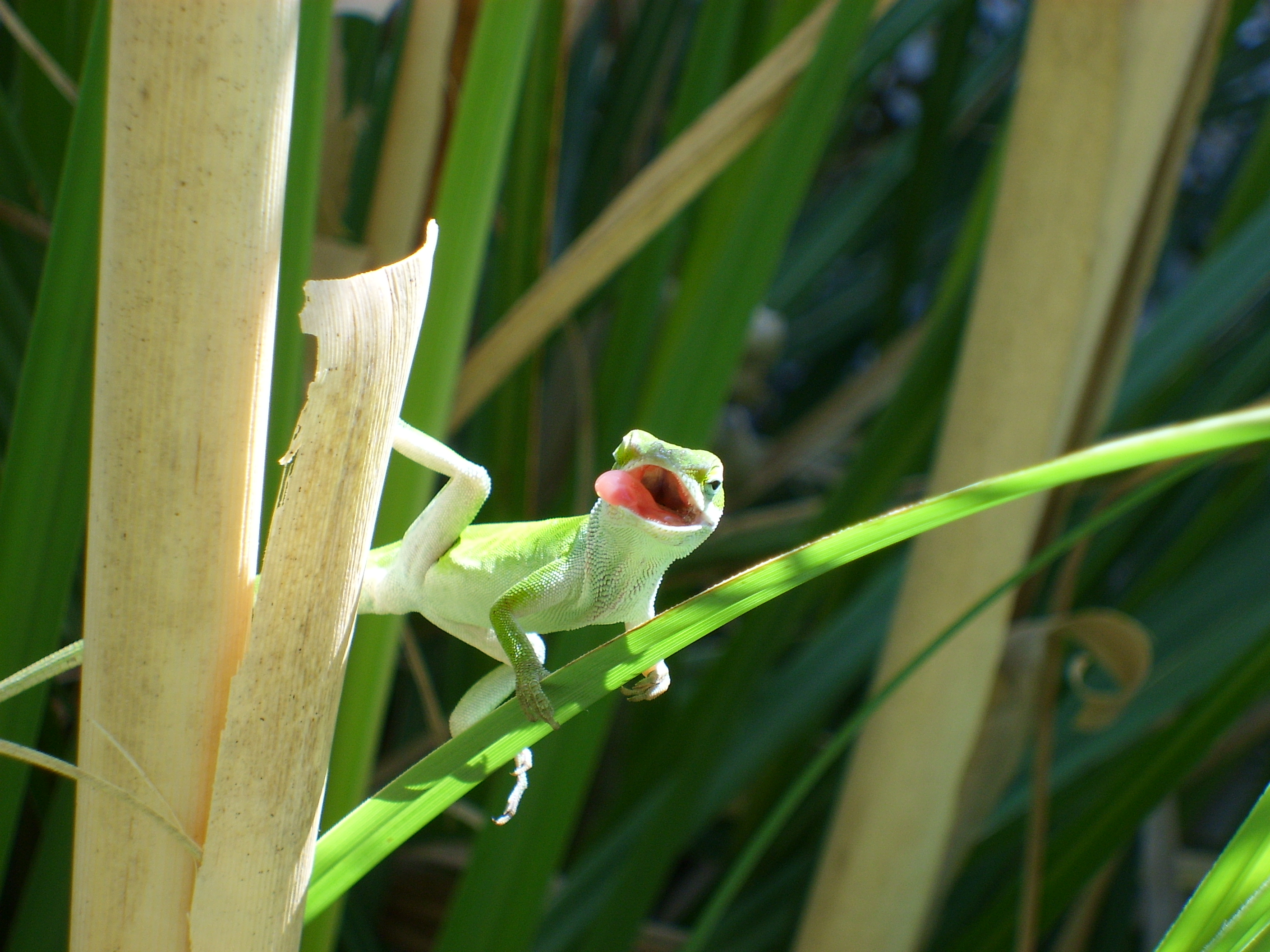
Anolis carolinensis vive principalmente em árvores dos EUA ou em certas ilhas do Caribe

A irradiação adaptativa resulta em homologia. São exemplos clássicos de irradiação adaptativa: Os tentilhões de Darwin, nas ilhas Galápagos; os lagartos Anolis em ilhas do Caribe; Ciclídeos do leste africanos Grandes lagos; a diversificação dos mamíferos após a Extinção Cretáceo-Paleogeno, onde cerca de 30 gêneros de mamíferos evoluíram em apenas 10 milhões de anos.

## Recursos Ecológicos
As irradiações adaptativas estão voltadas para as oportunidades ecológicas, onde uma espécie encontra-se em um ambiente no qual os recursos são abundantes e pouco utilizados. A disponibilidade de recursos pode resultar na ocupação de nichos ecológicos vagos e em extinções de grupos que antes eram dominantes. Em outros casos, pode ocorrer a evolução de uma característica, às vezes chamada de "inovação-chave", que permite a linhagem interagir com o ambiente em novas formas evolutivas, assim permitindo que as populações possam tirar proveito das novas oportunidades ecológicas. Essas inovações podem ser explicadas por diversos fatores, entre eles:  a deriva genética; efeito fundador ou populações periféricas; Seleção natural forte ou relaxada; hibridização.

## Extinção

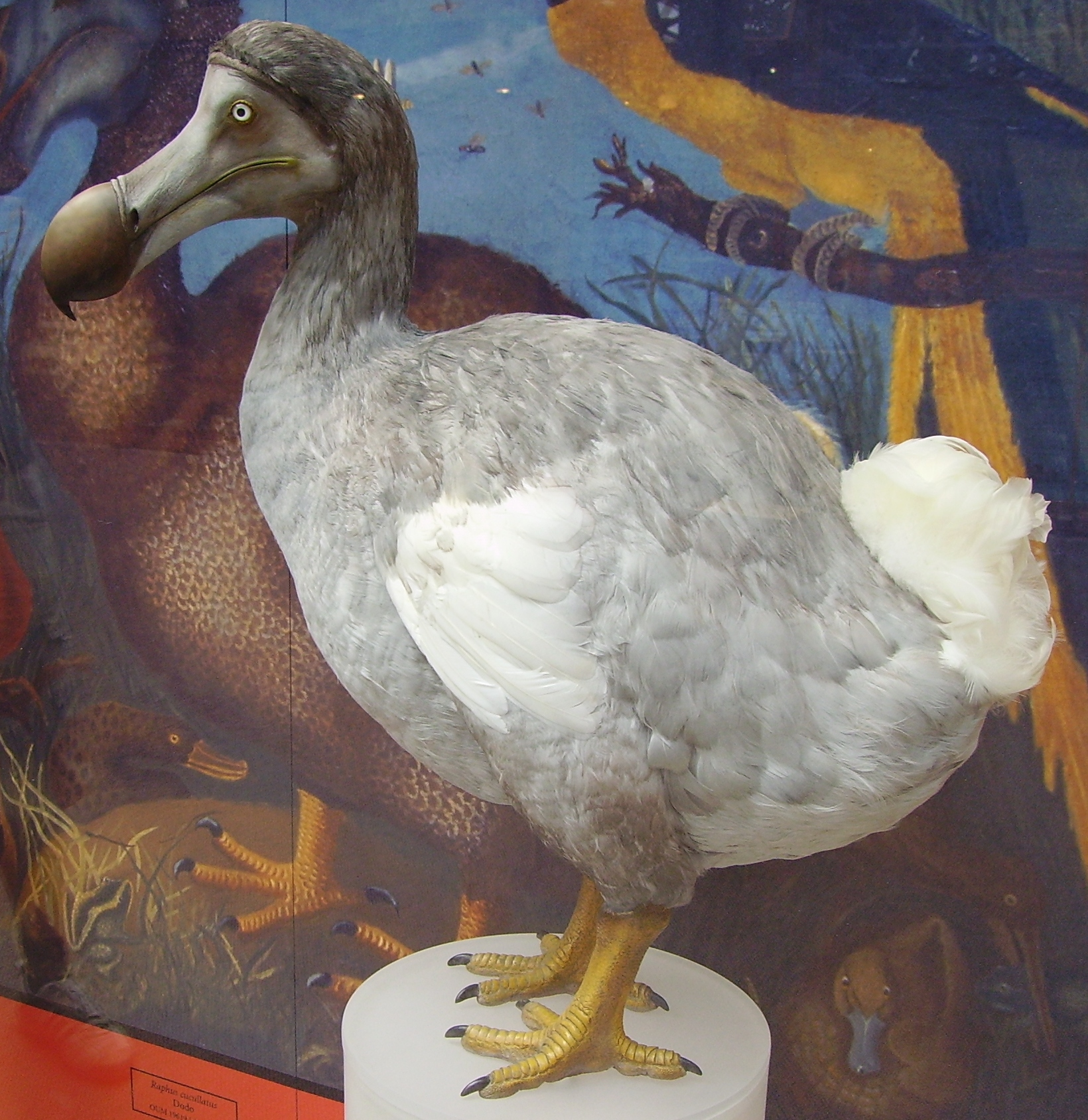
Reconstituição do Dodó que reflete sua aparência física no Museu de História Natural da Universidade de Oxford

O processo de irradiação adaptativa, esta intimamente relacionado com o processo de extinção, pois, a diversidade da vida ao longo do tempo, revela as perdas e ganhos de formas dos organismo estas perdas de espécies, estão relacionadas com o processo de extinção. Contudo, a extinção tende a abrir espaços para a diversificação de outros grupos, pois quando a taxa de extinção é maior que a da especiação de um grupo, a diversidade dele tende a diminuir, deixando espaço para que outros grupos possam diversificar.
As extinções podem ser causadas por diversos eventos entre eles:
- Caça: ocasionada pela ação humana, que levou a possível extinção do pássaro Raphus cucullatus, popularmente conhecido como dodó ;  Hydromalis gigas (vaca marinha); Thylacinus cynocephalus ( tigre da Tasmânia);
- Clima: possíveis mudanças cíclicas abruptas do clima, fazem com que muitas das  espécies, não consigam se adaptar, como exemplo, temos as glaciações;
- Competição: as espécies são concorrentes, precisam evoluir no mesmo ritmo que as outras espécies que estão ao seu redor, apoiada na Hipótese da Rainha vermelha, de acordo com essa hipótese, o ambiente dos seres vivos está em constante deterioração forçando as espécies a um eterno esforço para manter-se adaptadas.[2]

Contudo, a influência da extinção na evolução depende do tipo de extinção que esta sendo  considerada. Em geral as baixas taxas de evolução, são responsáveis pela maior parte das extinções, e podem ser o resultado da competição entre as espécies por recursos compartilhados, mas ainda é necessário mais estudos. Se a competição de outras espécies pode alterar a chance de determinada espécie sobreviver, isso poderia produzir seleção natural no nível de espécies, contrapondo o que ocorre no nível de organismos. As extinções em massa também são importantes, mas ao invés de agir como força seletiva, elas reduzem drasticamente a diversidade, promovendo picos de irradiação adaptativa e especiação nas espécies sobreviventes.

## Fatores que promovem irradiações

O Grande Intercâmbio Americano que ocorreu no fim do Plioceno com a formação do Istmo do Panamá.

- Conquista de um novo nicho ecológico, em que não há competidores, ou seja, áreas em que os recursos ecológicas não foram explorados e não havia presença de competidores em potencial, sendo assim permitindo que a espécie ancestral irradie-se para diversas formas, capazes de explorar os recursos existentes.

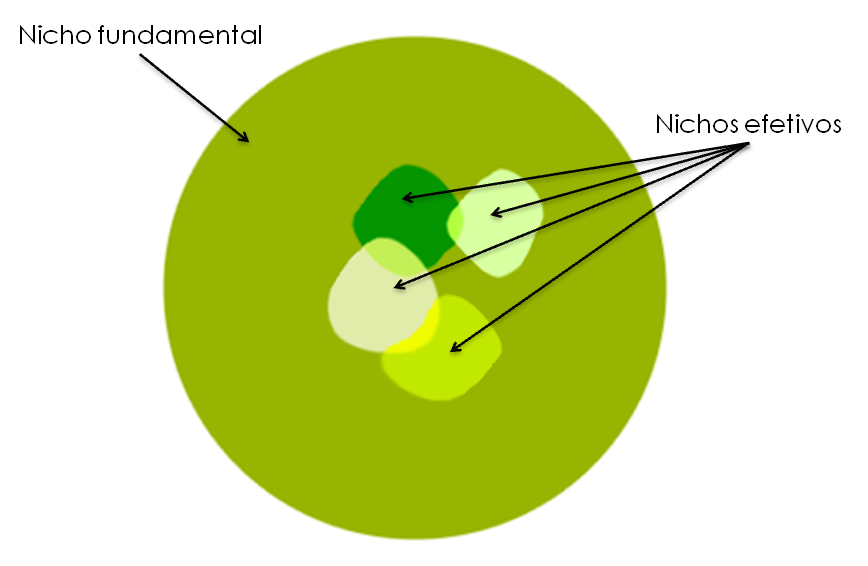
Tendência ao estreitamento das dimensões do nicho efetivo.

- Extinção de competidores, ou seja desaparecimento de um táxon e surgimento de outro, abrindo espaço para o surgimento de novas espécies. Um exemplo clássico de extinção de competidores, foi a irradiação dos mamíferos, após a extinção dos dinossauros;
- Substituição de espécies competidoras, espécies menos adaptadas a determinados fatores, acabam sendo substituídas por espécies mais bem adaptadas ao meio onde vivem;
- Barreiras adaptativas, acabam forçando, espécies a se diferenciarem, para que possam explorar novos recursos.

As irradiações adaptativas, podem ser compreendidas, segundo o princípio de divergência, proposto por Darwin, em que as formas mais semelhantes, competirão mais intensamente do que as formas mais diferentes, tendendo a se distanciar, durante o processo evolutivo.

## Abordagens empíricas

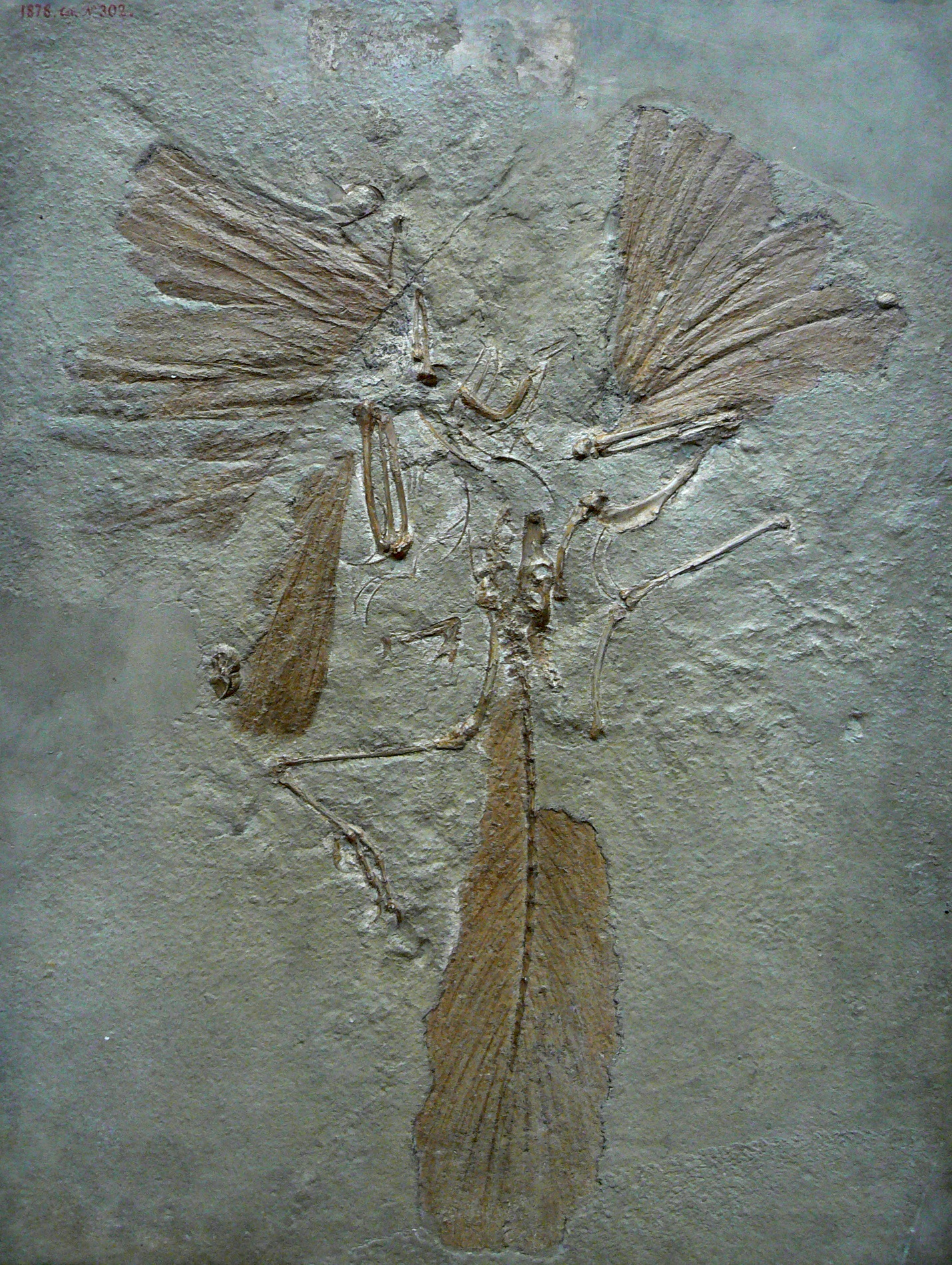
Fóssil de Archaeopteryx lithographica do Jurássico, uma forma de transição dos dinossauros para as aves.

A irradiação adaptativa vem despertando interesse em diversos pesquisadores, e muito tem se desenvolvido sobre este assunto, os principais métodos de estudo são:
- Fósseis: permitem inferir a história dos táxons ao longo do tempo. A desvantagem desta abordagem, está relacionada com a falta de informações dos fósseis, em relação a sua ecologia, pois dificilmente dá para analisar a interação ecológica do animal e a sua fisiologia;

Dois cladogramas verticais, com o ancestral em baixo.

- Filogenia comparativa: com os estudos, tem sido possível, tornar as filogenias, cada vez, mais completas, além da capacidade da integração entre ecologia e evolução. Sua desvantagem é que espécies extintas, muitas vezes são representados como grupo externo;
- Estudos microevolução: relaciona-se ao estudo de mudanças evolutivas em pequena escala de um táxon existente, podendo esclarecer muito, sobre os processos de adaptação;
- Adaptação em laboratório: permite a visualização da adaptação das espécies em tempo real, usando-se indivíduos que se reproduzem e desenvolve-se rápido demais. Mas, ainda, não estão claros se esta adaptação é a mesma que ocorre na natureza;
- Modelagem matemática: a teoria quantitativa da especiação, que emergiu nos últimos 40 anos, esclareceu muita questões, que pareciam não ter solução.

Os objetivos do estudo empírico, sobre a dinâmica adaptativa são, novas descobertas, testar as teorias e investigar áreas importantes e consequentemente promover um avanço nos estudos, para que ocorra um melhor entendimento sobre a biodiversidade.

## Especiação

Comparação de especiação por alopatria, peripatria, parapatria e simpatria.

A irradiação adaptativa, pode ser vista, como um processo de especiação das espécies, ou seja, as espécies passam por processos ao longo do tempo, fazendo com que elas evoluam, criem novas adaptações, para poderem tirar o máximo de proveito do meio. Em geral, as especiações, iniciam, quando uma parcela de uma população de determinada espécie, isola-se geograficamente do restante da população da mesma espécie, criando um isolamento reprodutivo, que ao longo do tempo, não mais se reconheceram, como parceiros sexuais potenciais, para gerarem descendentes férteis. As especiações podem ser divididas em, especiação alopátrica, onde as populações são separadas por barreiras geográficas. Especiação parapátrica, onde uma nova espécie se forma, a partir de populações próximas geograficamente. Especiações simpátricas, em que as populações, acabam se sobrepondo.

## Seleção de espécie
Entende-se por seleção de espécie, a atuação da seleção natural, favorecendo um caráter em uma espécie e outro caráter em uma espécie distinta, caso está diferentes formas de caráter causarem taxas de especiação ou extinção diferentes, haverá uma tendência a favor da espécie com maior taxa de especiação. Nichos de algumas espécies permanecem, mais tempo do que outras, sendo assim, terão taxas de extinções menores, portanto, terão uma probabilidade maior de originar novos táxons.

## Substituição evolutiva
As substituições taxonômicas, podem ser ocasionadas por competição, ou serem de formas independentes. Na substituição evolutiva, quando um grupo vence a competição, pode levar o outro grupo a extinção. Na substituição independente, um grupo declina por motivos biológicos, climáticos, entre outros e não pela presença de um outro grupo, e este só ira irradiar depois que o primeiro desaparecer, tem como exemplo clássico, a substituição dos dinossauros pelos mamíferos.

## Diversidade de espécies

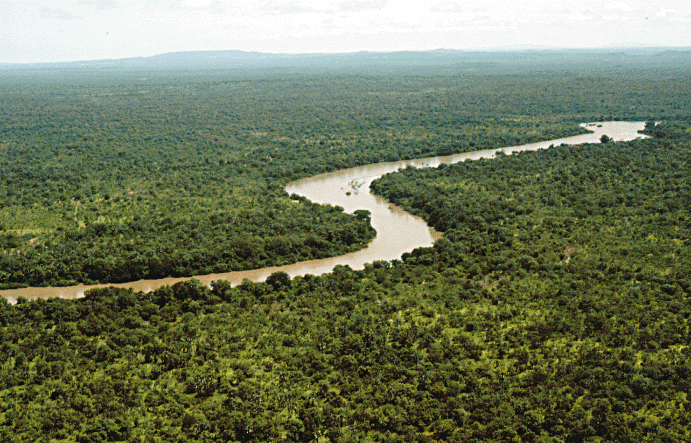
Florestas húmidas são um exemplo de biodiversidade do planeta e, normalmente, possuem uma grande biodiversidade de espécies.

A diversidade de espécies refere-se, a variedade de espécies em um nicho ecológico. Estudos indicam que cerca de 90% das espécies que já viveram, atualmente estão extintas. Acredita-se que esta variedade de espécies é reduzida, através de processos de extinções em massa, portanto processos de extinções e irradiações estão correlacionados, pois após eventos de extinções as espécies tendem a irradiar-se e especificando o aumentando a diversidade de espécies.